# (38628) Гуйя
(38628) Гуйя — крупный транснептуновый объект, относящийся к группе плутино и являющийся кандидатом в карликовые планеты. Он обращается в резонансе 2:3 с Нептуном.

## История открытия
Объект был открыт 10 марта 2000 года венесуэльским астрономом Игнасио Феррином в Национальной астрономической обсерватории Льяно-дель-Гато (штат Мерида, Венесуэла). Был обнаружен на архивных снимках 1996 года.
При регистрации открытия объекту было присвоено временное обозначение 2000 EB173.
28 марта 2002 года объект был включён в каталог малых планет под номером 38628. 1 мая 2003 года ему официально присвоено имя. Название происходит от имени гуах. Juyá (бог дождя в мифологии индейцев вайю).

## Орбита

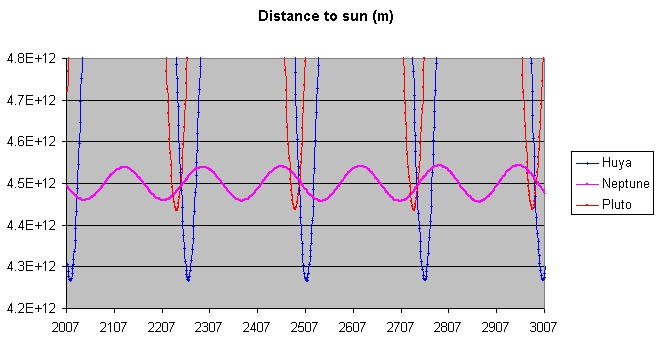
Графики изменения расстояния до Солнца для Нептуна, Плутона и Гуйи за период 1000 лет

Орбитальные характеристики Гуйи позволяют отнести его к группе плутино, поскольку она, как и Плутон, обращается вокруг Солнца в резонансе с Нептуном 2:3.
Орбита Гуйи имеет эксцентриситет 0,274, то есть она более вытянутая по сравнению с орбитой Плутона, но имеет меньшее наклонение, равное 15,5°. Большая полуось орбиты составляет 39,27 а. е., а расстояния в перигелии и афелии составляют, соответственно, 28,53 и 50,02 а. е. Таким образом, в перигелии Гуйя оказывается на 1 а. е. ближе к Солнцу, чем Плутон, а в афелии — почти на 1 а. е. дальше.
Период обращения Гуйи вокруг Солнца — 246,14 года. Период обращения вокруг собственной оси — 13,5 ч.

## Физические характеристики
В 2007 году были опубликованы данные измерений размера Гуйи, проведённых посредством космического телескопа «Спитцер». Согласно им его диаметр составляет 532 ± 25 км, то есть может быть кандидатом в карликовые планеты. Результаты исследования Гуйи с помощью космического телескопа «Гершель», опубликованные в 2012 году, дали оценку его диаметра в 438,7+26,5
−25,2 км.

## Спутник
На снимке космического телескопа «Хаббл», сделанном 6 мая 2012 года, группа астрономов под руководством Кита Нолла обнаружила у Гуйи спутник, получивший обозначение S/2012 (38628) 1. Его диаметр составляет 202 км, радиус орбиты — около 1800 км.